# Franco Manzi
Don Franco Manzi (Milano, 17 febbraio 1966) è un presbitero, biblista e teologo italiano.

## Biografia[2][3]
Dopo aver frequentato il liceo classico parificato del Seminario minore 'Pio XI' dell’arcidiocesi di Milano, con sede a Venegono Inferiore e ottenuto il baccellierato pontificio presso la Facoltà Teologica dell’Italia Settentrionale, ha conseguito presso il Pontificio Istituto Biblico di Roma sotto la direzione del Padre Albert Vanhoye, S.J., poi cardinale, prima la licenza (1994) e poi il dottorato in Scienze Bibliche (1997).
Successivamente ha conseguito il dottorato in teologia con specializzazione in mariologia presso la Pontificia facoltà teologica "Marianum" di Roma (1999).
Dal 1997 insegna Introduzione al Nuovo Testamento, Esegesi neotestamentaria ed Ebraico biblico nella Sezione Parallela della Facoltà Teologica dell’Italia Settentrionale presso il Seminario Arcivescovile di Milano. Insegna Letteratura paolina nell’Istituto Superiore di Scienze Religiose di Milano (dal 2006). È docente di teologia neotestamentaria invitato nella Facoltà di Teologia di Lugano (dal 2006). Insegna corsi di Antico e Nuovo Testamento nell’iter dell’istituzionale e in quello della licenza presso la Facoltà Teologica dell’Italia Settentrionale (dal 2000). È stato direttore de «La Scuola Cattolica» ed è membro di varie associazioni bibliche e teologiche.

## Pubblicazioni principali[4]
- Melchisedek e l’angelologia nell’Epistola agli Ebrei e a Qumran, Pontificio Istituto Biblico, Roma 1997;
- Lettera agli Ebrei, Città Nuova, Roma 2001;
- Lettera agli Ebrei. Un’omelia per cristiani adulti, Messaggero, Padova 2001;
- Il pastore dell’essere. Fenomenologia dello sguardo del Figlio, Cittadella, Assisi 2001 (in collaborazione con Giovanni Cesare Pagazzi);
- Seconda Lettera ai Corinzi, Paoline, Milano 2002;
- Attirerò tutti a me. Ermeneutica biblica ed etica cristiana, EDB, Bologna 2005 (in collaborazione con Aristide Fumagalli).
- La bellezza di Maria. Riflessioni bibliche, Àncora, Milano 2005;
- Le orme di Cristo. Discernimento e profezia, Àncora, Milano 2005;
- (ed. con Bruno Maggioni), Lettere di Paolo, Cittadella, Assisi 2005;
- (ed.), AsSaggi biblici. Introduzione alla Bibbia anima della teologia, Àncora, Milano 2006;
- Memoria del Risorto e testimonianza della Chiesa, Cittadella, Assisi 2006;
- Gesù dodicenne. Spunti biblici e riflessioni teologiche, Àncora, Milano 2007;
- Il libro degli angeli. Gli esseri angelici nella Bibbia, nel culto e nella vita cristiana, CLV – Edizioni Liturgiche, Roma 2008 (in collaborazione con Erik Peterson);
- Amicizia di Gesù e risurrezione. Spunti biblici, Cittadella, Assisi 2008;
- Prima lettera ai Corinzi. Introduzione, traduzione e commento, San Paolo, Cinisello Balsamo 2013;
- Introduzione alla letteratura paolina, EDB, Bologna 2015;
- Prove di Dio o tentazioni del diavolo? Itinerario biblico per non perdere la fede, Àncora, Milano 2015;
- Fatima, profezia e teologia. Lo sguardo di tre bambini sui Risorti, San Paolo, Cinisello Balsamo 2017;
- Aneliti di risurrezione. Salmi per camminare verso la Patria, Àncora, Milano 2019;
- Tutto concorre al bene. Inchiesta biblico-teologica sulla sofferenza, Città Nuova, Roma 2019;
- Il Cavaliere, l’Amata e Satana. Sentieri odierni del Vento nell’Apocalisse, Queriniana, Brescia 2020;
- (ed.), Dove soffia lo Spirito. L’azione salvifica dello Spirito Santo nella storia della Chiesa, Àncora, Milano 2020;
- (ed.), Come soffia lo Spirito. Lo stile dello Spirito Santo nella Chiesa e nel mondo, Àncora, Milano 2021;
- Sfidare la crisi. La missione creativa di Paolo a Corinto, Centro Ambrosiano, Milano 2024;
- Maria di Nazareth, capolavoro dello Spirito. Riflessioni bibliche, Àncora, Milano 2024.